# Jože Gale
a nu se confunda cu Jože Gale (boxer)
Jože Gale (n. 11 mai 1913, Grosuplje, Comuna Grosuplje, Slovenia – d. 24 septembrie 2004, Ljubljana, Slovenia) a fost un regizor de film sloven, actor, scenarist, publicist și educator.

## Biografie și carieră
Jože Gale s-a născut la 11 mai 1913, la Grosuplje în Slovenia.
Gale este cel mai cunoscut ca regizorul trilogiei Kekec, bazată pe lucrările scriitorului sloven Josip Vandot. Primul film al seriei, Kekec, din 1951 este primul film în limba slovenă pentru copii și primul film sloven care a câștigat un premiu internațional, Leul de Aur în 1952 la cel de-al 13-lea Festival Internațional de Film de la Veneția la categoria film pentru copii cu vârste între 11 și 14 ani. Filmul din 1951 a avut două continuări: Srečno, Kekec! din 1963 și Kekčeve ukane din 1968. 
În 1961, Jože Gale a regizat comedia Družinski dnevnik (cu sensul de Jurnal de familie) după un scenariu de Ferdo Godine. Filmul este despre o familie în care tatăl este prea ocupat pentru funcții publice, astfel încât familia comunică printr-un jurnal. În 1963 a regizat primul film color sloven, Srečno, Kekec!.
Filmul său istoric dramatic Pustota (Dezolarea) din 1982 are loc în timpul Răscoalei Țărănești de la Tolmin din 1713 din Slovenia, înainte de reformele Mariei Tereza și ale lui Iosif al II-lea. Este o ecranizare a romanului omonim scris de Vladimir Kavčič în 1976.
În 1987, a realizat filmul istoric de televiziune Ljubezen nam je vsem v pogubo după un scenariu propriu bazat pe povestirea „V Zali” de Ivan Tavčar.  Acțiunea filmului are loc la sfârșitul secolului al XIX-lea și prezintă un grup de vânători care povestesc întâmplări din viața lor.

## Filmografie
- Kekec (1951)
- Vratiću se (1957)
- Tuđa zemlja (1957)
- Družinski dnevnik (1961)
- Srečno, Kekec (1963)
- Kekčeve ukane (1968)
- Onkraj (1970)
- Pustota (1982)
- Ljubezen nam je vsem v pogubo (1987)

## Legături externe
- Jože Gale la Internet Movie Database

## Vezi și
- Cinematografia slovenă‎‎